# العلاقات الأوكرانية الزامبية
العلاقات الأوكرانية الزامبية هي العلاقات الثنائية التي تجمع بين أوكرانيا وزامبيا.

## مقارنة بين البلدين
هذه مقارنة عامة ومرجعية للدولتين:
| وجه المقارنة                                              | أوكرانيا                                   | زامبيا                         |
| --------------------------------------------------------- | ------------------------------------------ | ------------------------------ |
| المساحة (كم2)                                             | 603.63 ألف                                 | 752.62 ألف                     |
| عدد السكان (نسمة)                                         | 45.55 مليون                                | 17.09 مليون                    |
| الكثافة السكانية (ن./كم²)                                 | 75.46                                      | 22.71                          |
| العاصمة                                                   | كييف                                       | لوساكا                         |
| اللغة الرسمية                                             | اللغة الأوكرانية                           | لغة إنجليزية                   |
| العملة                                                    | هريفنا أوكرانية، كاربوفانيتس، روبل سوفييتي | كواشا زامبي، كواشا زامبي قديم ‏ |
| الناتج المحلي الإجمالي (بليون دولار)                      | 112.15 مليار                               | 25.81 مليار                    |
| الناتج المحلي الإجمالي (تعادل القوة الشرائية) بليون دولار | 352.98 مليار                               | 62.18 مليار                    |
| الناتج المحلي الإجمالي الاسمي للفرد دولار أمريكي          | 2.11 ألف                                   | 1.30 ألف                       |
| الناتج المحلي الإجمالي للفرد دولار أمريكي                 | 8.66 ألف                                   | 3.90 ألف                       |
| مؤشر التنمية البشرية                                      | 0.747                                      | 0.586                          |
| رمز المكالمات الدولي                                      | +380                                       | +260                           |
| رمز الإنترنت                                              | .ua، .укр ‏                                 | .zm                            |
| المنطقة الزمنية                                           | ت ع م+02:00، ت ع م+03:00، توقيت شرق أوروبا | ت ع م+02:00                    |

## منظمات دولية مشتركة
يشترك البلدان في عضوية مجموعة من المنظمات الدولية، منها:
| علم المنظمة | اسم المنظمة                               | تاريخ انضمام أوكرانيا | تاريخ انضمام زامبيا |
| ----------- | ----------------------------------------- | --------------------- | ------------------- |
|             | الاتحاد البريدي العالمي                   | ?                     | ?                   |
|             | يونسكو                                    | 12 مايو 1954          | 9 نوفمبر 1964       |
|             | البنك الدولي للإنشاء والتعمير             | 3 سبتمبر 1992         | 23 سبتمبر 1965      |
|             | منظمة التجارة العالمية                    | 16 مايو 2008          | ?                   |
|             | وكالة ضمان الاستثمار متعدد الأطراف        | 19 يوليو 1994         | 6 يونيو 1988        |
|             | الاتحاد الدولي للاتصالات                  | 7 مايو 1947           | 23 أغسطس 1965       |
|             | منظمة الشرطة الجنائية الدولية             | ?                     | ?                   |
|             | مؤسسة التمويل الدولية                     | 18 أكتوبر 1993        | 23 سبتمبر 1965      |
|             | الأمم المتحدة                             | 24 أكتوبر 1945        | 1 ديسمبر 1964       |
|             | مؤسسة التنمية الدولية                     | 27 مايو 2004          | 23 سبتمبر 1965      |
|             | منظمة حظر الأسلحة الكيميائية              | ?                     | ?                   |
|             | المركز الدولي لتسوية المنازعات الاستشارية | 7 يوليو 2000          | 17 يوليو 1970       |

## وصلات خارجية
- موقع وزارة الخارجية الأوكرانية